# Мордовник (список таксонов)

Мордо́вник, мордви́нник или мордви́н:63 (лат. Echinops, «ежевидка»):60 — многолетние или однолетние сорные растения из семейства Астровые, или Сложноцветные (Asteraceae) с очень колючими «ежовыми» листьями и соцветиями, преимущественно из рода Мордовник (лат. Echinops). Этимология русского названия, несмотря на свою внешнюю ясность и полное подобие с родственным татарником, точно не установлена. По всей видимости, фитоним образован от слова «мордва» или Мордовия, территория проживания финно-угорского мордовского народа.
Кроме собственно ботанического имени, которое носит род Мордовник и входящие в него виды, в разных регионах этим словом могут называть и растения из большого числа других таксонов того же семейства; в основном, колючих и рослых «дедовников», очевидно схожих по своему бросающемуся в глаза габитусу. Примечательно, однако, что также и некоторые неколючие растения из других семейств иногда встречаются под тем же обиходным или диалектным названием.
В разговорном русском языке многочисленные мордовники (мордвинники), рассматриваемые в нестрогом обиходном смысле слова, входят в большую группу так называемых волчцев, — колючих сорных растений, названия которых в большой части взаимозаменяемы.:98-99 Все эти растения имеют общий признак: они превращают земли в неугодья, заросшие колючим бурьяном. Помимо основного фитонима для колючих сорных растений, которым в целом признан чертополох, волчцы включают в себя некий общий набор титульных «трав запустения», включающий в себя такие общеупотребительные народные или диалектные названия как: будяк (бодяк), дедовник, лопух, репей (репейник), мордвин (мордовник), осот, татарин (татарник)...:62
Все приведённые выше фитонимы отсылают к неопределённому числу общеизвестных и распространённых названий таксонов (как родов, так и отдельных видов растений), среди которых, прежде других, можно перечислить (по алфавиту): Agrimonia, Arctium, Carduus, Carlina, Cirsium, Sonchus, Echinops (мордовник), Eryngium, Inula, Phlomis, Onopordon, Xanthium.:62:т.IV:1037-1038 При этом популярность и, соответственно, распределение народных имён неравномерно. К примеру, из перечисленных выше девяти русских обиходных фитонимов к родам Carduus и Cirsium применяются все девять, а к роду Arctium — шесть.:92-94 Под многими из этих названий нетрудно встретить упоминания, в том числе, и «мордовника» в обиходном русском языке, который по рассмотрении вполне может оказаться бодяком, чертополохом или кникусом.

## Основные таксоны
- Мордовник, осо́т ежо́вый или ежо́вник[10] (лат. Echinops)[3] — одно из общеизвестных народных названий растений из рода Мордовник, сорных и очень колючих травянистых растений из семейства Астровые (Asteraceae), распространённых почти по всей Евразии.

- Мордовник, будяк белый или росторопша (лат. Echinops spærocephalus) — одно из распространённых обиходных названий Мордовника шароголового, многолетнего травянистого колючего растения высотой до двух метров, одного из часто встречающихся видов мордовника.

- Мордовник (лат. Círsium)[3] — одно из распространённых народных названий колючих видов бодяка, повсеместно известных сорных травянистых растений из семейства Астровые (Asteraceae).

- Мордовник, репейник или дедовник — одно из народных названий бодяка болотного (лат. Cirsium palustre), двулетнего травянистого растения высотой до полутора-двух метров, с колючими листьями и очень колючим стеблем со скученными на верхушке стебля колючими соцветиями.
- Мордовник, вахлачка или дедовник — одно из народных названий бодяка обыкновенного (лат. Cirsium vulgare, ранее лат. Cirsium lanceolatum), очень колючего сорного двулетнего травянистого растения, похожего на чертополох.

- Мордовник (лат. Carduus),[3] — общее название для нескольких видов колючих крупных волчецов из рода Чертополох семейства Астровые (лат. Asteraceae), повсеместно распространённых в Европе, Азии и Северной Африке.

- Мордовник, осот красный или татарин (лат. Carduus crispus) — общее название для нескольких видов колючих крупных волчецов из рода Чертополох семейства Астровые (лат. Asteraceae), повсеместно распространённых в Европе, Азии и Северной Африке.

- Мордовник (лат. Cnicus)[3] — одно из народных названий кникуса благословенного (лат. Cnicus benedictus), сорного травянистого растения из семейства Астровые (Asteraceae), ныне включаемого в род василёк.
- Мордовник, борец или вороний глаз (лат. Aconitum anthora)[17] — одно из обиходных народных названий Аконита противоядного, широко распространённого многолетнего травянистого растения с жёлтыми цветами из семейства Лютиковые (Ranunculaceae).
- Мордовник,[3] борец волчий или царь-трава (лат. Aconitum lycoctonum)[18] — одно из распространённых народных названий Аконита северного,[19] широко распространённого многолетнего травянистого растения с длинными (более двух метров) цветоносами, также из семейства Лютиковые (Ranunculaceae).
- Мордовник,[20] собачья петрушка или вех (лат. Aethusa cynapium)[21] — одно из редких диалектных названий кокорыша, однолетнего или двулетнего ядовитого травянистого растения из семейства Зонтичные (Apiaceae). Имя мордовник, возможно, дано ему по контаминации с похожим обиходным названием морковник,[21] внешнее сходство с которым более очевидно.
- Мордовник, большой омег или болиголов (лат. Conium maculatum)[22] — обиходное народное название Болиголова пятнистого, двулетнего травянистого растения также из семейства Зонтичные (Apiaceae), исторически известного своей ядовитостью («отравитель Сократа»).
- Мордовник,[23]:298 блекота или дурман[24] — одно из распространённых народных названий белены чёрной (лат. Hyoscyamus niger),[25] рослого двулетнего травянистого растения из семейства Паслёновые (Solanaceae), широко известного ядовитого и сильнодействующего лекарственного растения.
- Мордвинник,[26] голубиный цвет или волчья трава — одно из местных диалектных названий герани луговой (лат. Geranium pratense), распространённого и легко узнаваемого многолетнего полевого цветка из семейства Гераниевые (Geraniaceae).

## Галерея мордовников
- Мордовник 
(Echinops)
- Мордовник шароголовый 
(Echinops sphaerocephalus)
- Бодяк 
(Cirsium)
- Бодяк болотный 
(Cirsium palustre)
- Бодяк обыкновенный 
(Cirsium vulgare)
- Чертополох 
(Carduus)
- Чертополох курчавый 
(Cárduus crispus)
- Кникус 
(Cnicus benedictus)
- Борец противоядный 
(Aconitum anthora)
- Борец северный 
(Aconitum lycoctonum)
- Кокорыш 
(Aethusa cynapium)
- Болиголов пятнистый 
(Conium maculatum)
- Белена чёрная 
(Hyoscyamus niger)
- Герань луговая 
(Geranium pratense)